# Roman Nováček
Roman Nováček (* 5. července 1969 Mariánské Lázně) je bývalý český zápasník – judista, účastník olympijských her v roce 1996.

## Sportovní kariéra
S judem začínal v rodných Mariánských Lázních ve 6 letech pod vedením Antonína Daniela. Posléze přes sportovní gymnázium v Plzni a vysokoškolská studia v Praze nastoupil základní vojenskou službu do Banské Bystrice, kde se v armádním vrcholovém sportovním centru připravoval do zániku Československa v roce 1993. Posléze se přesunul do Hradce Králové, kde se připravoval v policejním vrcholovém centru.
V československé reprezentaci se pohyboval od konce osmdesátých let dvacátého století ve váze do 65 kg jako reprezentační dvojka za Pavlem Petřikovem starším. Po přesunu z Banské Bystrice do Hradce Králové začal shazovat do nižší superlehké váhy do 60 kg. Pod vedením Petřikova st. se v roce 1996 výbornými výsledky ve světovém poháru kvalifikoval na olympijské hry v Atlantě. V Atlantě však nevyužil přívětivý los a vypadl v úvodním kole po minutě boje s Alžířanem Amarem Meridžou na ippon technikou tai-otoši. Od roku 1997 se vrátil do vyšší pololehké váhy, ve které se na olympijské hry v Sydney nekvalifikoval. Vzápětí ukončil sportovní kariéru. Judu se nevěnuje.

### Úspěchy ve světovém poháru
- 1991 - 2. místo (Leonding), 3. místo (Basilej, Praha)
- 1993 - 3. místo (Varšava, Praha)
- 1994 - 3. místo (Leonding)
- 1996 - 3. místo (Leonding, Mnichov)

## Výsledky
| Turnaj             | 1987           | 1988           | 1989           | 1990           | 1991           | 1992           | 1993            | 1994            | 1995            | 1996            |
| Turnaj             | 18             | 19             | 20             | 21             | 22             | 23             | 24              | 25              | 26              | 27              |
| Turnaj             | pololehká váha | pololehká váha | pololehká váha | pololehká váha | pololehká váha | pololehká váha | superlehká váha | superlehká váha | superlehká váha | superlehká váha |
| ------------------ | -------------- | -------------- | -------------- | -------------- | -------------- | -------------- | --------------- | --------------- | --------------- | --------------- |
| Olympijské hry     |                | —              |                |                |                | —              |                 |                 |                 | úč.             |
| Mistrovství světa  | —              |                | —              |                | —              |                | úč.             |                 | úč.             |                 |
| Mistrovství Evropy | —              | —              | —              | —              | úč.            | —              | 7.              | 7.              | úč.             | úč.             |
| MS juniorů         |                |                | —              |                |                |                |                 |                 |                 |                 |
| ME juniorů         | 3.             | 3.             | 7.             |                |                |                |                 |                 |                 |                 |